# Pontus Aspgren
Pontus Aspgren (ur. 15 marca 1991 w Aveście) – szwedzki żużlowiec.
W lidze brytyjskiej reprezentant klubów: Wolverhampton (2012), Rye House (2013), Somerset (2014) oraz Leicester (2014), natomiast w lidze polskiej startował w barwach klubów Motor Lublin (2011), ROW Rybnik (2012, 2021), Wanda Kraków (2015), Polonia Piła (2018), Lokomotīve Dyneburg (2019–2020) i Kolejarz Opole (2022).
Finalista indywidualnych mistrzostw świata juniorów (2012 – VIII miejsce). Brązowy medalista drużynowych mistrzostw świata juniorów (Gniezno 2012). Brązowy medalista indywidualnych mistrzostw Szwecji (Målilla 2020).
W kwietniu 2023 poinformował o zakończeniu kariery.